# Provincia marítima de Cádiz
La provincia marítima de Cádiz, en la provincia andaluza del mismo nombre, es una de las treinta provincias marítimas en que se divide el litoral de España. Comprende desde el paralelo de El Puntazo (latitud 36° 41’.8 N) y desde el punto de longitud 6° 53`.8 W en que confluye con la línea que parte con rumbo 220°, hasta la línea que parte con rumbo 225º del puente del río Zahara (latitud 36° 8’.3 N y Longitud 0,05° 50’.8 W). Su matrícula es CA y se divide en tres distritos marítimos:
- El Puerto de Santa María: desde El Puntazo hasta el caño de La Carraca. CA-1.
- Cádiz: desde el caño de La Carraca hasta la torre del Puerco. CA-2.
- Barbate,:desde la torre del Puerco al puente del río Zahara. CA-3.